# Grisme
Un grisme, ou grism, est un prisme dont une des faces est usinée de façon à former un réseau de diffraction afin de ne laisser passer qu'une seule longueur d'onde du faisceau de lumière incident.
Une des principales propriétés du grisme est sa capacité à rendre colinéaire les faisceaux émergent et incident du fait de la réfringence du prisme combinée à la diffraction du réseau.

## Historique
Le grisme a été décrit pour la première fois en 1973 par Ira Bowen et Arthur H. Vaughan dans un papier expliquant une expérimentation utilisant un « réseau non objectif » qui, positionné dans le faisceau convergent d'un télescope, permettait d'en réduire considérablement les aberrations hors d'axe. Ce n'est qu'en 1997 que cet instrument est breveté ; Chungte W. Chen et Ernest W. Gossett déposent ensemble le nom de grism comme association d'un prisme et d'un réseau dans le US Patent n°5,652,681.
Depuis lors les grismes ont été de plus en plus employés et étudiés pour la spectroscopie astronomique mais aussi pour leur capacité dispersive dans l'infrarouge permettant la construction de spectromètres NIR. Pour cette dernière application, des prismes de silicium ou de germanium avec un réseau échelle sont développés dès la fin des années 1990.

## Dénomination
En français un grisme peut être appelé réseau-prisme. Grisme ou grism en anglais est un mot-valise de l'anglais grating et prism pour réseau de diffraction et prisme.
On retrouve cependant ce type de réseau-prisme sous d'autres dénominations comme « prisme de Carpenter », et « prisme de Thorpe ».

## Théorie

Aspect d'un réseau de diffraction dit blazé. Les grismes sont usinés avec des réseaux blazés sur leur face diffractive.

On utilise en général les grismes dans le premier ordre de diffraction et avec un faisceau incident perpendiculaire à la face d'entrée du grisme. Dans ces conditions et à une longueur d'onde λ, pour un grisme d'angle au sommet α, d'indice de réfraction n et de largeur de gravure d on a {\displaystyle k\lambda =(n-1)d\sin {(\alpha )}} comme condition pour que les rayons incidents ne soient pas déviés s'ils sont en incidence normale. Comme le premier ordre de diffraction est utilisé :
{\displaystyle \lambda =(n-1)d\sin {(\alpha )}}.
Il est possible de plus de déduire la dispersion δ du grisme :
{\displaystyle {\frac {\mathrm {d} \delta }{\mathrm {d} \lambda }}={\frac {(n-1)\tan {(\alpha )}}{\lambda }}}.
La résolution d'un grisme est donc proportionnelle à la tangente de l'angle du sommet du prisme, de la même manière que la résolution d'un réseau est proportionnelle à l'angle du faisceau avec la normale du réseau.

## Fabrication
Un grisme est traditionnellement fabriqué en répliquant un réseau de diffraction sur l’hypoténuse d'un prisme à angle droit,. La réplication se fait alors sur une fine couche de résine à partir d'un réseau maître gravé, puis la résine est collée optiquement au verre du prisme. Une autre solution consiste à graver directement la surface du prisme.
La première des techniques permet de produire des séries de grismes identiques, à l'érosion près du réseau original gravé et des défauts de réplication. La deuxième solution n'est pas adaptée à ce genre de production de série.